# Alexandre Borovski
Alexandre Alexandrovitch Borovski (russe : Александр Александрович Боровский), né le 6 juin 1877, décédé le 22 avril 1939 à Skopje est un général d’infanterie russe et une figure des armées blanches.

## Formation
Sorti en 1894 du corps des cadets de Pskov, Alexandre Borovski est diplômé en 1896 de l’école militaire Paul de Saint-Pétersbourg. Il sert ensuite dans le régiment de la Garde Litovsky avant de poursuivre ses études à l’École militaire d'état-major Nicolas. Diplômé en 1903, il y enseigne et obtient en 1907 le rang de capitaine d’état-major.

## La première guerre mondiale
En mai 1914 il est promu colonel et commande à partir de février 1916 le 6e régiment de tirailleurs sibériens (dont il commandait un bataillon depuis 1912). En avril 1917, au rang de général-major, il commande une brigade de la 2e division de Sibérie.

## La guerre civile
Dès novembre 1917 Borovski rejoint l’armée des volontaires en formation sur le Don. Il participe à la première campagne du Kouban d’abord à la tête du régiment des volontaires de Rostov, à partir du 17 mars il commande le 1er régiment d'officiers du général Markov.
Lors de la seconde campagne du Kouban il commande la 2e division qui comporte, entre autres, le régiment de cavalerie de Kornilov. En novembre 1918 il est nommé chef du 2e corps d’armée.
Le 10 janvier 1919, il commande l'Armée de Crimée et d'Azov. De juillet à août 1919, il est nommé commandant de l’armée du Turkestan mais ne parvient pas à rejoindre l’armée et prendre son commandement.
En 1920, il est expulsé avec le général Pokrovski de Crimée par le général Wrangel pour intrigue.

## L’exil
Il s’installe après la guerre civile à Skopje où il décède en 1939.